# Don't Leave Me Alone (David Guetta)
Don't Leave Me Alone è un singolo del DJ francese David Guetta, pubblicato il 27 luglio 2018 come sesto estratto dal settimo album in studio 7.
Il singolo, ha visto la partecipazione alla parte vocale della cantante britannica Anne-Marie.

## Descrizione
La canzone ha anticipato l'uscita del settimo album in studio 7, pubblicato il 14 settembre 2018 e fa anche parte della riedizione digitale dell'album di debutto di Anne-Marie, Speak Your Mind.
Dopo il successo di Flames, Guetta ha cominciato a produrre la canzone, che segna la prima collaborazione tra lui e Anne-Marie.
(Guetta al Tomorrowland 2018)

## Video musicale
In concomitanza con il lancio del brano è stato pubblicato sul canale YouTube del DJ  il lyric video del brano, che è stato seguito il 20 agosto successivo dal videoclip ufficiale, diretto da Hannah Lux Davis.

## Accoglienza
Philip Merrill di Grammy.com scrive: "Toccante e semplice, questa preghiera di dance-jam da incollare insieme ha una visione forte e indipendente".

## Classifiche
| Classifica (2018) | Posizione massima |
| ----------------- | ----------------- |
| Italia            | 67                |